# Smedjebacken
Smedjebacken è una cittadina della Svezia centrale, capoluogo del comune omonimo, nella contea di Dalarna; nel 2005 aveva una popolazione di 5 121 abitanti, su un'area di 6,36 km².